# Adam Conley
Adam Michael Conley (ur. 24 maja 1990) – amerykański baseballista występujący na pozycji miotacza w Miami Marlins.

## Przebieg kariery
W czerwcu 2008 został wybrany w 32. rundzie draftu przez Minnesota Twins, jednak nie podpisał kontraktu, gdyż zdecydował się podjąć studia na Washington State University, gdzie w latach 2009–2011 grał w drużynie uniwersyteckiej Washington State Cougars. W czerwcu 2011 został wybrany w drugiej rundzie draftu przez Miami Marlins. Zawodową karierę rozpoczął w GCL Marlins (poziom Rookie), następnie w 2012 grał w Greensboro Grasshoppers (Class A) i w Jupiter Hammerheads (Class A-Advanced). Sezon 2013 spędził w Jacksonville Suns (Double-A), zaś 2014 w New Orleans Zephyrs (Triple-A).
8 czerwca 2015 otrzymał powołanie do składu Miami Marlins i dwa dni później zadebiutował w Major League Baseball w meczu przeciwko Toronto Blue Jays jako reliever. 11 lipca 2015 w spotkaniu z Cincinnati Reds zanotował pierwsze zwycięstwo w MLB. 29 kwietnia 2016 w meczu Milwaukee Brewers po rozegraniu 7⅔ zmiany notował no-hittera, jednak w dziewiątej reliever Marlins José Ureña oddał cztery uderzenia.